# ابوالبقا عبدالله عکبری
عبدالله بن حسین عکبری ملقب به محب الدین، با کنیه ابوالبقاء (۱۱۴۳ میلادی در عکبرا – ۱۲۱۹ میلادی در بغداد) ادیب و زبان‌شناس، فقیه و محدث، و عالمِ حساب در سدهٔ ششم و هفتم هجری در عراق بود. او در شهرکی در کنارِ دجله، به نام عکبرا در نزدیکی بغداد به دنیا آمد. در بغداد دانشِ حدیث و زبان آموخت و استادیار ابن جوزی شد. پس از مدتی، از بزرگترین زبانشناسان زمان خود شد. او در جوانی به بیماری آبله گرفتار شد و سپس نابینا گردید. عکبری در هشتم ربیع‌الاول ۶۱۶ هجری قمری /۲۴ ژوئن ۱۲۱۹ میلادی در بغداد درگذشت.